# Aus dem Liederbuch eines Germanisierten
Aus dem Liederbuch eines Germanisierten 1854–1862 (Ze śpiewnika człowieka zniemczonego lub Z księgi pieśni człowieka niemczonego) – zbiór wierszy autorstwa Wojciecha Kętrzyńskiego wydany we Lwowie w 1883 (wybór dokonany przez autora i ułożony w porządku chronologicznym).
W tomie znalazły się niemieckojęzyczne wiersze autora pisane w młodych latach, jeszcze przed zmianą nazwiska z Winkler na Kętrzyński. Z uwagi na duży ładunek treści propolskich, które mogłyby zostać wykorzystane jako agitacyjne, nakład był systematycznie skupywany przez służby pruskie i austriackie. Z ostatniego zachowanego egzemplarza, pochodzącego ze zbiorów Władysława Chojnackiego, Ossolineum we Lwowie sporządziło w 1938 nowe wydanie dzieła. Wydrukowała je Drukarnia Zakładu Narodowego im. Ossolińskich z przedmową Tadeusza Czapelskiego w języku polskim zatytułowaną „Rewindykator polskości”. 
Podczas okupacji niemieckiej, tom kolportowany przez podziemie wśród Niemców, był namierzany i niszczony przez Gestapo. Z okazji Roku Kętrzyńskiego w 1968 olsztyńskie wydawnictwo Pojezierze opublikowało kolejne wydanie zbioru z polskim tytułem „Z księgi pieśni człowieka niemczonego” i w polskim przekładzie z tekstami niemieckojęzycznymi i krótką przedmową Karola Małłka. Wydawca uznał je w związku z tym za wydanie pierwsze. W wydaniu tym brakowało sześciu utworów z wydania lwowskiego z 1938, które Kętrzyński napisał po polsku i zostały przetłumaczone na język niemiecki. W 1980 wydawnictwo Pojezierze wydało tom po raz kolejny, również bez tych sześciu utworów, ale za to z dwoma wierszami Tomasza Augusta Olizarowskiego oraz hymnem „Boże, coś Polskę”, które Kętrzyński przełożył w okresie studenckim.

Charakterystyczny dla ducha całego tomu był wiersz „In der Heimat” zamieszczony na stronie tytułowej wydania z 1938 w przekładzie Stanisława Helsztyńskiego:
niem.: Glauben, Sprache konntet Ihr mir nehmen,
Doch mein Hertz nicht aus dem Busen reissen,
Und mein Hertz blieb immer, immer polnisch!
pl: Wiarę, mowę, ukraść mi mogliście,
Ale serca z piersi nie wyrwiecie,
Serce me zostanie zawsze polskie!

/fragm./